# كلوديا بيشولينا
كلوديا بيشولينا (بالروسية: Клавдия Антоновна Пищулина؛ 10 نوفمبر 1934 - 5 فبراير 2021) كانت عالمة من كازاخستان. بين عامي 1986 و2010 كانت باحثة رائدة في قسم التاريخ القديم والعصور الوسطى في كازاخستان. بين عامي 1996 و2001 كانت رئيسة قسم التاريخ القديم والعصور الوسطى في كازاخستان. في عام 1998 حصلت على وسام دوسكيك.
توفيت بيشولينا في 5 فبراير 2021 عن عمر يناهز 86 عامًا.